# DVTk
DVTk (DICOM Validation Toolkit) ist ein Open-Source-Projekt zum Testen, Validieren und Diagnostizieren von Kommunikationsprotokollen und Szenarien im medizinischen Umfeld. Es unterstützt DICOM-, HL7- und IHE-Integrationsprofile.

## Geschichte
Die Geschichte des DVTk reicht bis ins Jahr 1997 zurück. Innerhalb der ARC-Gruppe (Architecture Re-use and Communications) von Philips wurde die erste Version der Validation Test Suite (VTS) entwickelt. Dies war ein DICOM-Validierungstool mit einer Kommandozeilenschnittstelle. Darauf aufbauend wurde später das ADVT (Agfa DICOM Validation Tool) entwickelt. Dies war das erste Tool mit einer grafischen Benutzeroberfläche, das die DICOM-Validierung angenehmer machte.
2001 wurde in Zusammenarbeit von Philips und Agfa die Version 1.2 entwickelt. Nach umfangreichen Redesigns und Verbesserungen wurde die Version 2.1 im Juni 2005 veröffentlicht. Diese Version war zugleich die erste Open-Source-Version.
Im Jahr 2006 trat ICT Automatisering dem DVTk-Open-Source-Projekt als drittes teilnehmendes Unternehmen neben Philips und Agfa bei.
Im Jahr 2007 begann DVTk mit der Teilnahme am Projekt IHE Gazelle und lieferte einen externen Validierungsdienst (DICOM Validation Webservice).

## DVTk basierende DICOM Anwendungen
- DICOM Anonymizer
- DICOM Compare
- DICOM Editor
- DICOM Network Analyzer
- DICOM Viewer and Validator
- DVT
- Modality Emulator
- Query Retrieve SCP Emulator
- RIS Emulator
- Storage SCP Emulator
- Storage SCU Emulator